# SVA Bad Hersfeld
Spielverein Asbach-Bad Hersfeld 1928 e.V. é uma agremiação esportiva alemã, fundada a 5 de agosto de 1928, sediada em Asbach, antes uma aldeia separada, mas que hoje faz parte de Bad Hersfeld, em Hessen.

## História

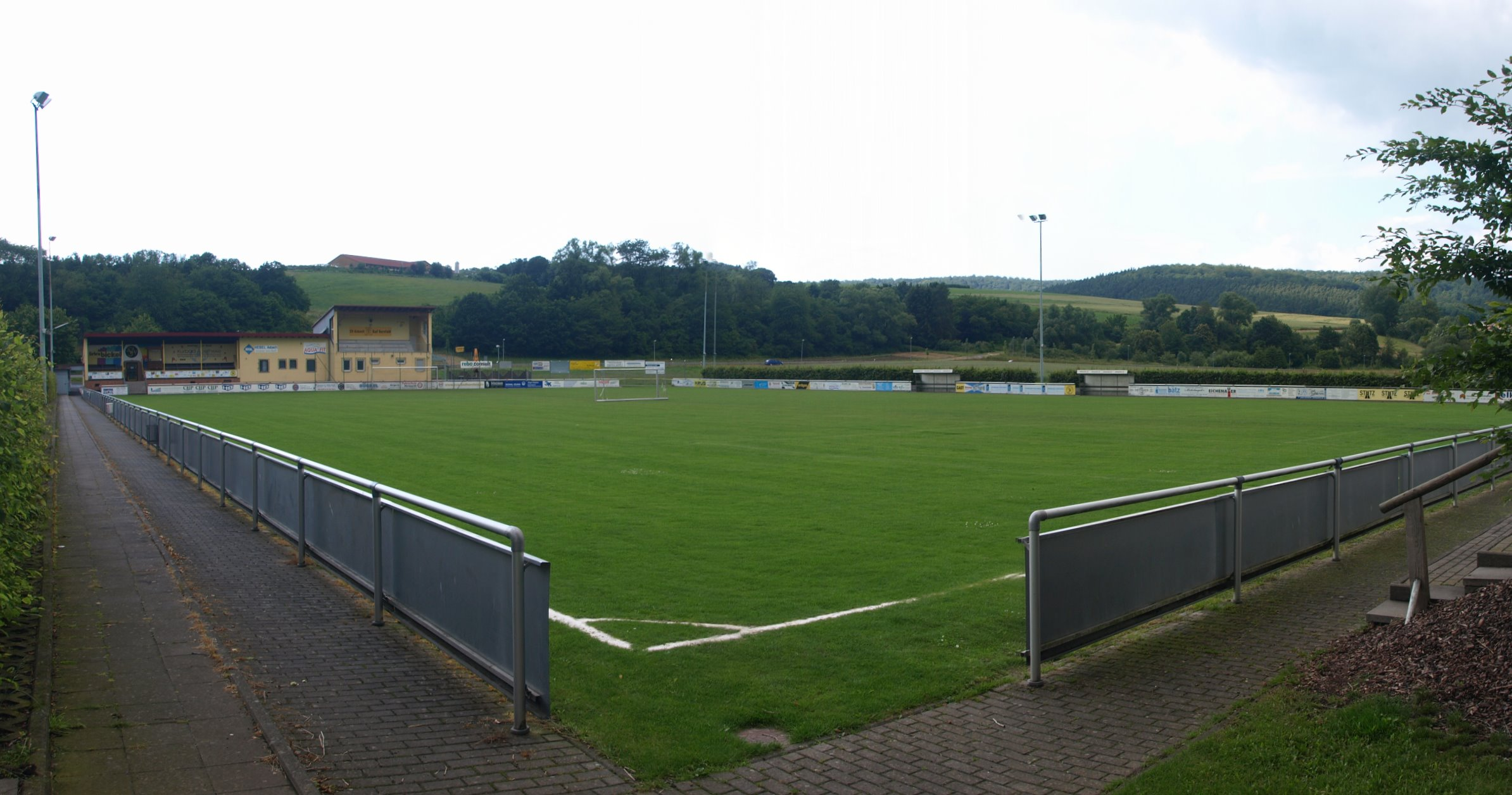
Sede do SVA Bad Hersfeld.

A primeira partida de futebol jogada em Asbach data de 1911. Antes da Primeira Guerra Mundial dois clubes formados por jovens surgiram, Spielvereinigung Asbach e Sportverein Germania Asbach, os quais desapareceram em conseqüência em consequência do conflito mundial.
Alguns clubes de esportes e ginástica tiveram curta duração por volta dos anos 1920. Contudo, em 1928, foi fundado o Sportverein Asbach. A agremiação lutou bastante pela sua sobrevivência, mas conseguiu perseverar. Em 1936, o SV já tinha em sua galeria uma série de títulos locais e finalmente foi capaz de estabelecer o seu próprio terreno.
Após longo tempo na sombra do Hessen Bad Hersfeld, o time ganhou, em 1993 a Bezirksoberliga Fulda (V), passando a fazer parte da Landesliga Hesse-Nord (V). Após um segundo lugar na Verbandsliga Hessen-Nord (VI), na temporada 2008-2009, o time foi promovido à Hessenliga, mas sua permanência só perdurou por uma temporada, antes da equipe sofrer novo descenso.

## Títulos
- Bezirksoberliga Fulda (V)
  - Campeão: 1992-1993;
- Verbandsliga Hessen-Nord
  - Campeão: 1997-1998;
  - Vice-campeão: 2000-2001, 2002-2003, 2008-2009;

## Cronologia
- 1990-91  Bezirksoberliga Fulda (V)  6ª
- 1991-92  Bezirksoberliga Fulda (V)  6ª
- 1992-93  Bezirksoberliga Fulda (V)  1ª  ↑
- 1993-94  Landesliga Hesse-Nord (V)  3ª
- 1994-95  Landesliga Hesse-Nord (V)  7ª
- 1995-96  Landesliga Hesse-Nord (V)  6ª
- 1996-97  Landesliga Hesse-Nord (V)  3ª
- 1997–98  Landesliga Hesse-Nord (V)  1ª  ↑
- 1998–99  Oberliga Hesse (IV)       11ª
- 1999-00  Oberliga Hesse (IV)       16ª  ↓
- 2000–01  Landesliga Hesse-Nord (V)  2ª
- 2001–02  Landesliga Hesse-Nord (V)  6ª
- 2002–03  Landesliga Hesse-Nord (V)  2ª
- 2003–04  Landesliga Hesse-Nord (V)  5ª
- 2004–05  Landesliga Hesse-Nord (V)  5ª
- 2005–06  Landesliga Hesse-Nord (V)  7ª
- 2006–07  Landesliga Hesse-Nord (V)  5ª
- 2007–08  Landesliga Hesse-Nord (V)  4ª
- 2008–09  Landesliga Hesse-Nord (V)  2ª  ↑
- 2009–10  Oberliga Hesse (V) 19ª ↓
- 2010-11 Verbandsliga Hessen-Nord (VI) 7ª
- 2011-12 Verbandsliga Hessen-Nord (VI) 5ª